# 黒騎士 (エルガー)
『黒騎士』（The Black Knight）作品25は、エドワード・エルガーが1889年から1893年にかけて作曲した合唱と管弦楽のためのカンタータ。リブレットにはルートヴィヒ・ウーラントのバラード『Der schwarze Ritter』をヘンリー・ワズワース・ロングフェローが英訳したものが用いられている。

## 概要
代表的なエルガーの伝記作家であるバジル・メインは、この楽曲の目指すものが声楽と器楽の音色の緊密な融合にあると考えている。また、エルガーがカンタータの緩やかな形式感を、より厳密なものとしてまとめ上げなければならなかったということも明らかである。例えば、エルガーはテクストを対照的な場面ごとの4つに分割し、交響曲に典型的な4つの楽章に対応する形として仕上げている。

## 構成

### あらすじ
この作品は王の宮殿に謎めいたよそ者が入り込み、もたらされる恐ろしく悲惨な結末を描いている。
舞台は中世、ペンテコステの祝祭の場で催されたジョストの大会に始まる。大会では王の息子が並み居る参加者を打ち破る中、謎めいた騎士が現れて彼に戦いを挑む。空には雲が立ち込めて城が揺れ動き、挑戦者が戦って勝利を収める。その日の夕方の宴席に再び姿を現した黒騎士は、王に娘と結婚できないかと尋ねると彼女と踊りを共にする。舞踏の最中に、彼女が髪に差していた小さな花がどういうわけか枯れ落ちる。その後、王の2人の子どもが蒼白になっていることに気付き、この来客が「癒しの」ワインを彼らに薦めるが、2人はその毒を口にした直後に倒れこみ息絶えてしまう。老いた王はもはや生きる目的がなくなったと騎士に自らを殺すよう懇願するが、騎士はこれを拒絶する。
この話は教訓的なものではなく、また来訪者の理由なき邪悪さについての説明はない。

### 楽曲
エルガー自身はこの作品を「合唱と管弦楽のための交響曲」と記しているが、出版者のノヴェロ社はカンタータとして出版した。4つの場面は古典的交響曲の4つの楽章に対応している。独唱者はおらず、動きは合唱によって説明されている。
最初の場面である「The Tournament」では、エルガーは軽快な「open-air（野外の）」主題を用いて、競技を見つめる群衆の満足した様子を表現している。ここでは、3拍目で下降音型の三連符を頻繁に使用している。
第2の場面は管弦楽が柔和に奏しだすところから始まる。黒騎士の登場により、彼の主題は一層大きくなる。場面全体を通じて多用される減七の和音は、黒騎士を表すとともにこの後訪れる悲劇的な事態を予言する。群衆の声として合唱が黒騎士に名乗ることを要求し、騎士が返答する前には一瞬の静寂が置かれる。
「Dance」の主題は明るく優美である。当初、合唱は王の饗宴を表現するが、黒騎士の入場とともに音楽は騎士の主題を再び出す。王の娘と騎士が踊る間に、騎士の主題は混沌とした様相を呈するようになる。一例として、オーケストラが減七の和音を再び奏し、王女の髪飾りの花が枯れたことを表現する。
「The Banquet」は騎士が乾杯の音頭を取り、狂乱のうちに開始する。その後、王の子たちが事切れて管弦楽は静まり穏やかに演奏する。突如、子どもたちの死を前に合唱と王が号泣する。騎士が王を殺めることを拒否する場面は、無伴奏の合唱によって描かれる。黒騎士の主題の変形がフォルテで回帰し、曲は劇的な終わりを迎える。最後の7小節は2つの楽器だけが残り、消え入るように全曲を閉じる。